# Francesco Casagrande (wielrenner)
Francesco Casagrande (Florence, 14 september 1970) is een voormalig Italiaans wielrenner.

## Carrière
Casagrande werd prof in 1993 nadat hij in 1991 de Ronde van Italië voor beloften had gewonnen. In zijn tweede profjaar lief hij al zien een meer dan gemiddeld klimmer te zijn, met winst in de semi-klassiekers Milaan-Turijn, de Ronde van Emilia en de Ronde van Toscane. Zijn eerste echt grote zeges behaalde hij in 1996, met eindwinst in de Tirreno-Adriatico en de Ronde van het Baskenland. Een jaar later werd hij zesde in de Ronde van Frankrijk, zijn beste klassering in die ronde. De Ronde van Italië lag Casagrande beter en hij streed er regelmatig mee om de eindzege, een resultaat dat hij echter nooit behaalde. Met een tweede plaats in 2000 kwam hij er nog het dichtst bij in de buurt, toen moest hij pas op de voorlaatste dag de leiderstrui afstaan aan Stefano Garzelli. Casagrande won toen wel het bergklassement. In de Giro van 2002 werd hij na de vijftiende etappe uit de wedstrijd genomen nadat hij de Colombiaan John Freddy García (van Selle Italia) opzettelijk de hekken had ingereden, zo zei de jury. Casagrande was op dat moment de leider in het bergklassement en stond vierde in het algemene klassement met 42 seconden voorsprong op de uiteindelijke winnaar Paolo Savoldelli.
Casagrande won ook nog de Ronde van Zwitserland (1999), twee keer de Clásica San Sebastián (1998 en 1999), de Waalse Pijl (2000) en diverse kleinere wedstrijden. In 2000 eindigde hij het jaar als nummer één op de wereldranglijst. In 1999 werd hij betrapt op het gebruik van doping, wat hem een schorsing van 9 maanden opleverde. In 2004 werd hij om 'gezondheidsredenen' van deelname aan de Ronde van Spanje uitgesloten toen zijn hematocrietwaarde boven de 50% lag. Toen zijn team Naturino-Sapore di Mare niet voor de Ronde van Italië van 2005 werd geselecteerd, zette hij abrupt een punt achter zijn loopbaan.

## Overwinningen
1990
- GP Ezio del Rosso

1991
- Eindklassement Baby Giro

1993
- 5e etappe Ronde van Puglia

1994
- Milaan-Turijn
- Ronde van Emilia
- Ronde van Toscane
- G.P Industria et Lanciano
- Florence-Pistoia
- Memorial Nencini

1995
- Ronde van de Apennijnen
- Coppa Placci
- Florence-Pistoia

1996
- 3e etappe Ronde van Puglia
- Eindklassement Tirreno-Adriatico
- 2e en 5e (deel B) etappe Ronde van het Baskenland
- Eindklassement Ronde van het Baskenland
- Coppa Agostoni

1997
- Ronde van Romagna

1998
- 1e etappe Ronde van de Middellandse Zee
- Clásica San Sebastián
- Trofeo Matteotti
- Criterium d'Abruzzo

1999
- Clásica San Sebastián
- Trofeo Matteotti
- 8e etappe Ronde van Zwitserland
- Eindklassement Ronde van Zwitserland

2000
- Waalse Pijl
- Coppa Placci
- Subida a Urkiola
- 9e etappe Ronde van Italië
- Bergklassement Ronde van Italië

2001
- Coppa Agostoni
- Trofeo Melinda
- 1e etappe Ronde van Trentino
- Eindklassement Ronde van Trentino
- 4e etappe Route du Sud

2002
- Eindklassement  Internationale Wielerweek
- 2e etappe Ronde van Trentino
- Eindklassement Ronde van Trentino
- 5e etappe Ronde van Zwitserland

2003
- Coppa Agostoni
- Trofeo Melinda
- 4e etappe Euskal Bizikleta
- 3e en 5e etappe Ronde van Zwitserland

## Resultaten in voornaamste wedstrijden
| Jaar | Ronde van Italië | Ronde van Frankrijk | Ronde van Spanje |
| ---- | ---------------- | ------------------- | ---------------- |
| 1993 | 40e              |                     |                  |
| 1994 | 22e              |                     |                  |
| 1995 | 10e              |                     |                  |
| 1996 | 31e              |                     | opgave           |
| 1997 |                  | 6e                  |                  |
| 1998 |                  | opgave              |                  |
| 1999 |                  |                     |                  |
| 2000 | ↑ (1)            |                     |                  |
| 2001 | opgave           | opgave              |                  |
| 2002 | uitgesloten      |                     | 7e               |
| 2003 | opgave           |                     |                  |
| 2004 |                  |                     | uitgesloten      |
| 2005 |                  |                     |                  |

| Jaar | Milaan-San Remo | Gent-Wevelgem | Amstel Gold Race | Luik-Bast.‑Luik | Ronde van Lombardije | Waalse Pijl | Kampioenschap van Zürich | Clásica San Sebastián |  | WK op de weg |  | Wereldranglijsten |
| ---- | --------------- | ------------- | ---------------- | --------------- | -------------------- | ----------- | ------------------------ | --------------------- |  | ------------ |  | ----------------- |
| 1993 |                 |               |                  |                 | 36e                  |             | 16e                      | 25e                   |  |              |  |                   |
| 1994 | 34e             |               | 36e              | 17e             | 11e                  | 6e          | 10e                      |                       |  | 16e          |  | 51e (UWB)         |
| 1995 | 31e             | 28e           | 15e              | 5e              | 7e                   | 4e          | 15e                      | 11e                   |  | 12e          |  | 20e (UWB)         |
| 1996 |                 |               |                  |                 | 18e                  | 20e         |                          | 9e                    |  | 29e          |  |                   |
| 1997 | 4e              |               | 16e              | 15e             | ↑                    | 57e         | 5e                       |                       |  | 13e          |  |                   |
| 1998 |                 |               | 15e              | 4e              |                      | 22e         |                          | ↑                     |  |              |  |                   |
| 1999 |                 |               |                  |                 |                      |             |                          | ↑                     |  | 4e           |  |                   |
| 2000 | 36e             |               | 10e              | 9e              | ↑                    | ↑           | ↑                        | 22e                   |  | 10e          |  | (UWB)             |
| 2001 | 23e             |               |                  | 4e              | 23e                  | 6e          | 4e                       | ↑                     |  | 40e          |  | 6e (UWB)          |
| 2002 |                 |               |                  | 8e              | 5e                   | 10e         |                          | 45e                   |  |              |  |                   |
| 2003 |                 |               | 6e               | 5e              | 46e                  | 78e         |                          | 4e                    |  | 56e          |  | 10e (UWB)         |
| 2004 |                 |               |                  |                 | 26e                  |             |                          |                       |  |              |  |                   |
| 2005 | 37e             |               |                  |                 |                      |             |                          |                       |  |              |  |                   |

Wielerploegen van Francesco Casagrande
Bartoli ·
Bernardi ·
Biasci ·
Bordonali ·  
Bottaro ·
Canzonieri · 
F. Casagrande ·
S. Casagrande ·
Cecchetto · 
Cesaretti ·
Emonds ·
Galleschi ·
Gasperi ·
Giancecchi ·
Giupponi ·  
Guidi ·
Iannicello ·
Imola ·
Leali · 
Martinello ·
Mini ·
Pastorelli ·
Pelliconi ·
Petito ·
Piccoli ·  
Pierdomenico ·
Rosti ·
Santi ·
Stefanelli ·
Tomassini ·
Vandelli ·
Venerucci ·
Zafferani ·  
Zaina ·
Zonzini ·
Donati (stagiair) ·
Fornaciari (stagiair) ·
Politano (stagiair)
Baffi ·
Bartoli ·
Bernardi ·
Biasci ·
Bordonali ·  
Canzonieri · 
Casagrande ·
Donati ·
Fornaciari ·
Gasperi ·
Giancecchi ·
Giupponi ·  
Guidi ·
Imola ·
Lanfranchi ·
Leali · 
Lecchi ·
Martinello ·
Mini ·
Pelliconi ·
G. Petito ·
R. Petito ·
Piccoli ·  
Pierdomenico ·
Politano ·
Rosti ·
Santi ·
Stefanelli ·
Tomassini ·
van der Poel ·
Venerucci ·
Zafferani ·  
Zaina ·
Zonzini
Baffi ·
Barducci ·
Bartoli ·
Bernardi ·
Biasci ·
Canzonieri · 
Casadei ·  
Casagrande ·
Chioccioli (tot 30/09) ·
Cipollini ·
Donati ·
Fagnini ·
Fina ·
Fornaciari ·
Gianfranco Frisoni ·
Guido Frisoni ·
Gasperi ·
Giancecchi ·
Guidi ·
Imola ·
Lanfranchi ·
Lelli · 
Martinello ·
Moroncelli ·
G. Petito ·
R. Petito ·
Piccoli ·  
Pierdomenico ·
Poli ·
Politano ·
Santi ·
A. Stefanelli ·
P. Stefanelli ·
Talen ·
Tomassini ·
Venerucci ·
Zafferani ·
Tomi (stagiair)
Barducci ·
Bartoli ·
Bernardi ·
Biasci ·
Borghi ·
Calcaterra ·
Canzonieri · 
Casadei ·  
Casagrande ·
Cipollini ·
Donati ·
Fagnini ·
Fina ·
Fornaciari ·
Gianfranco Frisoni ·
Guido Frisoni (tot 30/04) ·
Gasperi ·
Giancecchi ·
Guidi (tot 30/04) ·
Lelli · 
Martinello ·
Moroncelli ·
G. Petito ·  
R. Petito ·
Poli ·
Politano ·
Santi ·
A. Stefanelli ·
P. Stefanelli ·
Talen ·
Tomassini (tot 30/04) ·
Venerucci ·
Zafferani ·
Frigo (stagiair) ·
Mori (stagiair) ·
Mazzoleni (stagiair)
Bellutti · Biasci · Borghi · Buschor · Calcaterra · Canzonieri · Casagrande · Cassani · Cipollini · Di Basco · Donati · Fagnini · Fornaciari · Frigo · Furlan · Lelli · Martinello · Mazzoleni · Moos · Mori · Pascual · Petito · Poli · Politano · Rodríguez · Runkel · Salmerón · Sánchez · Scirea · Beggi (stagiair) · Commesso (stagiair)
Buschor · Calcaterra · Canzonieri · Casagrande · Cipollini · Di Basco · Donati · Fagnini · Faverio · Fidanza · Fornaciari · Frigo · Furlan · Gotti · Lelli · Martinello · Mazzoleni · Moos · Mori · Petito · Rich · Rodríguez · Salmerón · Sánchez · Scirea
Bertolini · 
Capelle · 
Casagrande · 
Delbove · 
Desbiens · 
Fondriest · 
Gané · 
Gaumont · 
Goubert · 
Gwiazdowski · 
Jalabert · 
Julich · 
Lelli · 
Le Quellec · 
Livingston · 
Martin · 
Meier · 
Millar · 
Moncoutié · 
Moreau ·
Plaza · 
Plouhinec · 
Rinero · 
Saugrain · 
Thibout · 
Tournant · 
Loder (stagiair) · 
Tombak (stagiair) 
Apollonio · 
Borghi · 
Bortolami · 
Filippo Casagrande · 
Francesco Casagrande · 
Donati · 
Fois · 
Gianetti · 
Hontsjar · 
Hauptman · 
Klemenčič · 
Lupi · 
Pezze · 
Radaelli · 
Rütimann · 
Sironi · 
Trentin · 
Vainšteins · 
White · 
Zanetti ·
Zanotti
Apollonio · 
Borghi · 
Bortolami · 
Calcagni · 
Filippo Casagrande · 
Francesco Casagrande · 
Conti · 
Donati · 
Giacomelli · 
Gianetti · 
Hauptman · 
Klemenčič · 
Milesi · 
Pezze · 
Radaelli · 
Rütimann · 
Sironi · 
Trentin · 
Vainšteins  · 
White · 
Zanetti · 
Zucconi
Baldato · Basso · Belli · Casagrande · Fincato · Frigo · Giordani · Hoestov · Ivanov · Kirchen · Konysjev · Loda · Mazzanti · Peron · Petacchi · Petito · Pozzi · Rumšas · Tiralongo · Tosatto · Valjavec · Albasini (stagiair) · Moletta (stagiair) · Pietropolli (stagiair)
Baldato · Bartoli · Basso · Belli · Filippo Casagrande · Francesco Casagrande · Hoestov · Hontsjar · Ivanov · Kirchen · Konysjev · Loda · Montgomery · Nocentini · Petacchi · Petito · Pozzi · Štangelj · Tiralongo · Tosatto · Valjavec · Velo · Zanette · Zanotti · Facci (stagiair) 
Barbero · 
Belli · 
Bertogliati · 
Bertoletti ·   
Casagrande · 
Cortinovis · 
Gárate · 
Kadlec · 
Loddo ·
Missaglia · 
Pagliarini · 
Piccoli · 
Pinotti · 
Quinziato ·
Ratti ·
Righi ·
Rumšas ·
Sciandri ·
Serpellini · 
Spruch · 
Svorada · 
Vila
Astarloa  ·
Ballan ·
Barbero · 
Belli ·  
Bertoletti ·   
Bortolami ·
Bossoni ·
Carrara ·
Casagrande (tot 15/09) · 
Cortinovis · 
Gárate · 
Hauptman · 
Kvatsjoek ·
Marzoli · 
Pagliarini · 
Piccoli · 
Pinotti · 
Quinziato ·
Righi ·
Scotto D'Abusco ·
Svorada ·
Vainšteins · 
Vila ·
Marzano (stagiair)
Andriotto ·
Beuchat · 
Calcagni · 
Casagrande ·
Cavallari · 
Celli ·
Cheula ·
Garzelli ·
Gerosa ·  
Gili · 
Kadlec · 
Longo Borghini ·
A. Masciarelli · 
S. Masciarelli ·
Mason ·
Milesi ·  
Sgambelluri ·  
Sironi · 
Tomi · 
Tonkov ·
Zampieri ·
Zanotti ·
Zinetti ·
Ghiare (stagiair) ·
Mugerli (stagiair)